# Floresta do Araguaia
Floresta do Araguaia è un comune del Brasile nello Stato del Pará, parte della mesoregione del Sudeste Paraense e della microregione di Conceição do Araguaia.